# Sylvia Roll
Sylvia Roll est une joueuse allemande de volley-ball née le 29 mai 1973 à Schwerin. Elle mesure 1,82 m et jouait au poste de réceptionneuse-attaquante. Elle a totalisé 259 sélections en équipe d'Allemagne.

## Clubs
| Club                      | De        | À         |
| ------------------------- | --------- | --------- |
| Schweriner SC             | 1989-1990 | 1997-1998 |
| Minas Tênis Clube         | 1998-1999 | 1998-1999 |
| Reggio Calabria           | 1999-2000 | 1999-2000 |
| Giannino Pieralisi Volley | 2000-2001 | 2003-2004 |
| Jogging Volley Altamura   | 2004-2005 | 2004-2005 |
| Schweriner SC             | 2005-2006 | 2006-2007 |
| VB Günes Sigorta          | 2007-2008 | 2007-2008 |
| Schweriner SC             | 2009-2010 | 2009-2010 |

## Palmarès

### Clubs
- Championnat d'Allemagne
  - Vainqueur : 1995, 1998, 2006, 2009
- Coupe d'Allemagne
  - Vainqueur : 1990, 2006, 2007
- Coupe de la CEV
  - Vainqueur : 2000
- Challenge Cup
  - Vainqueur : 2008

### Distinctions individuelles
- Top Teams Cup 2006-2007: Meilleure attaquante[1].